# Jos Valentijn
Jos Valentijn (* 28. března 1952 Ter Aar) je bývalý nizozemský rychlobruslař.
Nizozemských šampionátů se účastnil od roku 1970, v roce 1972 poprvé startoval na Mistrovství světa ve sprintu. O rok později získal na sprinterském světovém šampionátu stříbrnou medaili. Poslední závody absolvoval na začátku roku 1980.
Jeho manželkou je rychlobruslařka Haitske Pijlmanová.